# أبراهام غروفز
أبراهام غروفز (بالإنجليزية: Abraham Groves)‏ ـ (1847 ـ 1935) هو طبيب وجراح كندي. كان أول من أجرى جراحة استئصال الزائدة الدودية في أمريكا الشمالية، وكان ذلك يعد آنذاك عملًا رائدًا؛ إذ كان بالتهاب الزائدة الدودية في ذلك العصر مرضًا لا شفاء منه، وكان من يصاب به محكومًا عليه بالهلاك.
تخرج غروفز في مدرسة طب تورنتو سنة 1871، وعمل بالطب في مدينة فيرغوس في أونتاريو قرابة ستين عامًا.
في سنة 1902، أسس مستشفى ألكسندرا الملكي، ليكون أول مستشفى ومدرسة تمريض في فيرغوس. وفي سنة 1935، وهب المستشفى للمدينة، التي أعادت فيما بعد بناء المستشفى وسمته مستشفى غروفز المجتمعي التذكاري.